# Антоніо Ходжерс
Антоніо Ходжерс (нар. 7 лютого 1976 р. в Буенос-Айресі) — швейцарський політик, член Партії зелених Швейцарії. Він був членом Державної ради Женеви з грудня 2013 р. та президентом Державної ради з 13 вересня 2018 р. по 17 жовтня 2020 р.

## Біографія

### Походження та сім'я
Антоніо Ходжерс народився 7 лютого 1976 р. у Буенос-Айресі, Аргентина. Він родом з Мейріна, що в кантоні Женева.
Він син адвоката Ектора Фернандеса Баньоса та Сільвії Ходжерс, танцівниці й хореографа, обох марксистсько-ленінських опонентів диктатури в Аргентині. Його батька вбила хунта невдовзі після народження Антоніо Ходжерса, а матір катували.
Він переїхав до Швейцарії у листопаді 1981 р. разом із сестрою та матір'ю після проїзду через Італію (1977) та Мексику (1979).
Він отримав статус політичного біженця у 1983 році та був натуралізований у 1990 році.
Він одружений і батько трьох дітей, включаючи доньку від першого шлюбу.

### Навчання та професійна кар'єра
Після наукової зрілості в Коледжі Руссо він навчався в Інституті міжнародних досліджень та досліджень розвитку.
У 2002 році він запустив dvdmania.ch, компанію з прокату та продажу DVD-дисків з доставкою на велосипедах, а потім у 2004 році — Mobilidée sàrl Він виступає генеральним директором та радником з мобільності цього консалтингового офісу зі стійкої мобільності для органів державної влади та приватних компаній до свого вступу до Державної ради[джерело?]
Антоніо Ходжерс почав займатися гуманітарною діяльністю у дуже молодому віці, зокрема, працюючи в численних асоціаціях, що базуються в Женеві та працюють у Латинській Америці та Боснії та Герцеговині. У 2009 р. він разом з іншими швейцарськими парламентаріями відвідав Газу з місією спостереження, а потім у 2011 р. — Туніс під час Туніської революції 2010—2011 рр.

## Політична кар'єра

### Молодіжний парламент, Велика рада та Національна рада
Між 1993 і 1996 рр.він був членом Молодіжного парламенту Мейріна, зібрання, яке він очолював у 1995—1996 роках.
Він приєднався до партії «Зелені» у 1997 р..
Він також був одним із ініціаторів створення у 1993 р. Noctambus, нічної транспортної служби в Женеві, транспортна мережа якої поступово поширилася на всі женевські муніципалітети, а потім на кантон Во та сусідню Францію. Він також був членом ради директорів Публічний транспорт Женеви з 1998 по 2008 р..
У 1997 р. його було обрано до Великої ради Республіки та кантону Женева (парламенту). Він наймолодший член зборів. Потім він був членом Бюро (1999—2001), а потім керівником групи (2002 та 2003). З 2006 по 2008 рік він очолював Женевську партію «Зелені». Він був членом кантонального законодавчого органу до 2007 р..
У 2007 р. його було обрано до Національної ради (парламенту Швейцарії) та переобрано у 2011 році, де він обіймав посаду голови парламентської групи «Зелені» з 2010 р. до свого відходу з Національної ради.Шаблон:Date-. У Берні він вирішив вивчити швейцарську німецьку мову.
У 2012 році, після Мішлін Кальмі-Рей у 2007 та 2011 , Антоніо Ходжерс був однією з небагатьох особистостей з франкомовної Швейцарії, запрошеної — на офіційне запрошення Жана-Даніеля Гербера, президента Швейцарського товариства комунальних послуг — виступити з щорічною промовою 1-го серпня на лукі Грютлі під час Національного дня Швейцарії.

### Державна рада
10 листопада 2013 р. його було обрано до Державної ради Республіки та кантону Женева. Таким чином, він йде у відставку з Національної ради, починаючи з 26 листопада 2013 р.
Він складає присягу 10 грудня 2013 та бере на себе колишній Департамент міського планування, реорганізований та перейменований на Департамент планування, житлового будівництва та енергетики. Цей департамент відповідає за сфери, що стосуються регіонального планування (від кантонального та регіонального генерального планування до дозволів на будівництво), житла, спадщини та енергетики. На політичному рівні він контролює Geneva Industrial Services, фонди публічного права нерухомості та Geneva Industrial Land Foundation.
Антоніо Ходжерса було переобрано членом Державної ради (на 4-му місці) 6 травня 2018 р. Він зберігає за собою відповідальність за відділ планування, який збагачений екологічною складовою. 13 вересня 2018 р., його було тимчасово призначено головою Державної ради замість П'єра Моде, з урахуванням кримінального переслідування. Його було призначено постійним президентом 23 січня 2019 року.
У 2021 році за власною ініціативою уряд Женеви представив кліматичний план, спрямований на скорочення викидів парникових газів на 60 % до 2030 року та вуглецева нейтральність до 2050 року. Його вважають одним із найамбітніших у Швейцарії.
Антоніо Ходжерса було переобрано членом Державної ради (на 4-му місці)30 квітня 2023р. Він вдруге обіймає посаду голови уряду, на період 2023—2024 років. Він має виголосити традиційну промову Сен-П'єра, в якій колегія представляє свої цілі для нового законодавчого органу, під час церемонії нагородження нової Державної ради.Шаблон:Date-.
7 травня 2025 року він оголосив про свою відставку на осінь.

### Позиціонування
- У березні 2010 року він опублікував статтю в тижневику NZZ am Sonntag, в якій заявив, що посилення швейцарської німецької мови створює проблему, що викликало невелику суперечку.

- У той час як депутати Великої ради Женеви проголосували за мораторій на впровадження 5G-телефонії в кантоні, Антоніо Ходжерс заявив, що голосувати за превентивне обмеження передчасно, і що направлення до комітету дозволить застосувати більш науковий підхід.

- Всупереч гаслу своєї партії, Антоніо Ходжерс підтримує голосування за реформу корпоративного податку.

- У 2019 р. в інтерв'ю для онлайн-газети Global Geneva він, серед іншого, говорив про гроші: |  | Un indice du bonheur peut faire réfléchir sur une manière de voir la société différemment, de faire en sorte qu’elle soit moins matérialiste et plus centrée sur les valeurs immatérielles que sont la culture, le partage, la solidarité |, та щодо втрати довіри виборців до обраних посадовців: |  | L’une des conséquences est que les gens finissent par élire des populistes. Des personnalités qui (sont) contre la migration, contre les étrangers au sens large, et qui mettent les enjeux de sécurité au cœur du problème. Tout le monde est en faveur de la sécurité, mais la sécurité est, pour chaque pays, une construction complexe. Les phénomènes migratoires et les questions liées à l’environnement sont aussi complexes. Un des rôles d’une personnalité politique est d’expliquer la complexité de ces thèmes à la population |[5].